# نیکلاس کوپرنیک
نیکلاس کوپرنیکس (انگلیسی: Nicolaus Copernicus؛ ‏‎/koʊˈpɜːrnɪkəs, kə-/‎؛ ‏ لهستانی: Mikołaj Kopernik؛ ‏؛ ‏ آلمانی سفلی قرون وسطی: Niklas Koppernigk؛ ‏ آلمانی: Nikolaus Kopernikus؛ ‏ ۱۹ فوریه ۱۴۷۳ – ۲۴ مه ۱۵۴۳)، اخترشناس، ریاضی‌دان، اقتصاددان و کشیش لهستانی-آلمانی بود که نظریه خورشیدمرکزی منظومه شمسی را گسترش داد و به صورت علمی درآورد. وی پس از سال‌ها مطالعه و مشاهده اجرام آسمانی به این نتیجه رسید که برخلاف تصوری که کلیسا پشتیبان آن بود زمین در مرکز کائنات قرار ندارد، بلکه این خورشید است که در مرکز منظومه شمسی است و سایر سیارات از جمله زمین به دور آن در حال گردشند.
نظریهٔ انقلابی کوپرنیک یکی از درخشان‌ترین مستندسازی‌های عصر رنسانس است که نه فقط آغازگر ستاره‌شناسی نوین بود، بلکه دیدگاه بشر را دربارهٔ جهان هستی دگرگون کرد.

## زندگی
نیکلاس کوپرنیک در شهر تورون در لهستان متولد گردید. پدرش یک تاجر مس ثروتمند و از افراد مورد احترام تورون بود که در سال ۱۴۶۰ از کراکوف (پایتخت آن زمان لهستان) به آن شهر مهاجرت کرده بود.
وقتی کوپرنیک ده ساله بود، پدرش درگذشت و دایی‌اش لوکاس واتزنروده — که اسقفی در پروس شرقی بود — سرپرستی او، برادر و دو خواهرش را به عهده گرفت. واتزنروده می‌خواست که کوپرنیک روزی به مقام کشیشی برسد؛ از این رو در ۱۴۹۱ وی را برای تحصیل علوم دینی و ریاضیات به دانشگاه یاگیلونیا در کراکوف فرستاد. در آنجا بود که کوپرنیک توسط معلمش آلبرت برودزفسکی با ستاره‌شناسی آشنا و به آن علاقه‌مند شد. پس از پایان تحصیلات چهار ساله و توقفی کوتاه در تورون، کوپرنیک رهسپار ایتالیا شد تا در دانشگاه‌های بولونیا و دانشگاه پادووا حقوق و پزشکی بخواند. سپس برای ادامه تحصیل در فقه و حقوق مدنی به فرارا رفت؛ اما پس از ملاقات با ستاره‌شناس مشهور «دومنیکو ماریا نوارا دا فررا» سر درس او حاضر و دستیارش شد. در ۱۴۹۷ واتزنروده به مقام اسقفی در وارمیا برگزیده شد و جایی نیز برای کوپرنیک به عنوان کشیش عالیرتبه در کلیسای جامع فرومبورک خالی شد؛ ولی او با اجازه کلیسا چند سال دیگر در ایتالیا ماند و در ۱۵۰۳ در رشته فقه درجه دکتری گرفت. وی همچنین در مدت اقامتش در پادووا فرصت یافت تا با مطالعه آثار سیسرون و افلاطون از آراء گذشتگان دربارهٔ حرکات کره زمین آگاهی یابد و طرح اولیه نظریه خود را شکل دهد. در ۱۵۰۵ کوپرنیک برای زندگی و کار به فرومبورک رفت و بعدها در کلیسا و حکومت مسؤولیت‌های متعددی را پذیرا شد، از جمله اینکه به کارهای پزشکی روحانیان کلیسا و مردمی که به کلیسا مراجعه می‌کردند می‌پرداخت، در جنگ‌های متناوب میان لهستان و پروس و امرای توتونی برای دفاع از سرزمین خود شرکت می‌جست، در کنفرانس‌های صلحی که پس از آن جنگ‌ها تشکیل می‌شد نیز شرکت داشت، در تغییر شکل پول و ضرب سکه نظر مشورتی از وی می‌خواستند، اداره کردن اموال موقوفه‌ی کلیسا با وی بود، نظام پولی پروس را اصلاح کرد و رسالاتی دربارهٔ ارزش پول انتشار داد. در جریان جنگ میان توتون‌ها و پادشاهی لهستان (۱۵۲۴–۱۵۱۹) کوپرنیک فرماندهی دژ وابستگان کلیسا را در شهر مرزی اولشتین به عهده داشت و تا زمان اعلام آتش‌بس در سال بعد با موفقیت از شهر دفاع کرد.
در طول این سال‌ها، کوپرنیک برای رفع خستگی یا نقاشی می‌کرد یا به ترجمه‌ی یونانی به لاتینی می‌پرداخت. همچنان اوقات فراغتش را با ستاره‌شناسی می‌گذراند و از فراز رصدخانه ساده‌ای که خود ساخته بود حرکات اجرام آسمانی ر ا مطالعه و با جدول‌های نجومی قدیمی مقایسه می‌کرد. مانند دیگر منجمان غربی مرجع و راهنمای کوپرنیک نیز کتاب المجسطی نوشته بطلمیوس ستاره‌شناس معروف قرن اول اسکندریه بود. بطلمیوس در این کتاب با فرضِ قرار گرفتن زمین در مرکز عالم، موقعیت سیارات و حرکات افلاک آن‌ها را در آسمان محاسبه کرده بود.

## زمینه‌های فکری
از نخستین اشخاصی که پی به نادرست بودن نظریهٔ زمین مرکزی برد دانشمندی به نام آریستارخوس بود همچنین فیثاغورس هم اشاره‌ای به نظریهٔ خورشید مرکزی کرده بود
۱) ستاره‌شناسان دورهٔ اسلامی از زمان ابن هیثم به تناقضات فیزیکی و فلسفی موجود در مدل بطلمیوس پی برده و تلاش‌های بسیاری برای حل آن از خود نشان داده بودند. خواجه نصیرالدین طوسی، قطب‌الدین شیرازی و مؤیدالدین عرضی از جمله کسانی بوده‌اند که در رصدخانهٔ مراغه به تهیه و تنظیم مدل‌های جدید غیربطلمیوسی برای حل این مشکلات پرداختند. این مدل‌ها توسط کسانی مانند ابن شاطر دمشقی در قرون بعدی به اوج خود رسید. اگر چه تمام این مدل‌ها همچنان زمین مرکزی بودند، ولی تناقضات مدل بطلمیوسی را حل می‌نمودند.
کوپرنیک نیز با همین انگیزه دست به کار شد تا مدلی غیر بطلمیوسی برای عالم تنظیم کند، و امروزه می‌توان ردپای دستاوردهای منجمین مکتب مراغه را در کارهای وی مشاهده کرد.
1. از طرف دیگر، کوپرنیک شدیداً تحت تأثیر تفکرات فیثاغورسی رایج در عصر خود بود. طبق این دیدگاه طبیعت همیشه منطبق بر ساده‌ترین نظریه است و همیشه طبق روش هندسی و ریاضی و عددی قابل شناخت و بررسی است.
2. همچنین فیثاغورثیان باستان ارزش بسیاری برای خورشید قائل بودند و آن را مقدس می‌دانستند. کوپرنیک نیز با برخورداری و اعتقاد از الهیات مسیحی معتقد بود که خورشید نماد مادی خدای پدر است و بسیار بجاست که شکوه و عظمت خدای پدر در خورشید آسمان تجلی بیابد. در نتیجه، عقل نمی‌پسندید که خورشید با تمام قداست و شکوهش در جایی جز در مرکز عالم، قرار گیرد.

۴) وی می‌دانست که برخی از فلاسفه یونان ادعا کرده بودند زمین حرکت می‌کند. به عقیدهٔ او نظر درست‌تر آن بود که خورشید در مرکز عالم و زمین مانند دیگر سیارات بدور خورشید در حرکت باشد. نظریهٔ او بسیار انقلابی بود زیرا هم با اصول پذیرفته شده نجوم بطلمیوسی در تعارض بود و هم با نص کتاب مقدس. در سال ۱۵۱۴ کوپرنیک دست نوشتهٔ کوتاهی را بین دوستان خود توزیع کرد که در آن دیدگاه‌هایش را دربارهٔ فرضیهٔ خورشید مرکزی به اختصار بیان کرده بود. نوشتهٔ کوتاه کوپرنیک با استقبال زیادی روبرو شد و او را در جمع دانشمندان اروپایی نام‌آور گردانید. اما کوپرنیک هنوز نظریه‌اش را قابل عرضه در محافل علمی نمی‌دانست و سال‌های بعد را صرف مشاهدات دقیق و جمع‌آوری شواهد و مدارک کرد تا به آن اعتبار بیشتری بخشد. در سال ۱۵۳۳ شهرت کوپرنیک به جایی رسیده بود که آلبرت ویدمانشتات منشی پاپ کلمنت هفتم یک رشته سخنرانی دربارهٔ نظریهٔ او برای پاپ و گروهی از کاردینال‌ها در واتیکان ترتیب داد.
در ۱۵۳۶ که تحقیقات کوپرنیک به اتمام رسید دیگر در اروپا دانشمندی نبود که دربارهٔ نظریهٔ انقلابی او چیزی نشنیده باشد و بسیاری در گوشه و کنار قاره خواستار انتشار آن بودند. او حتی در کلیسا نیز حامیان پرنفوذی داشت؛ کاردینال نیکلاس فون شونبرگ در نامه‌ای خطاب به کوپرنیک نوشت: «... ای مرد فاضل! امیدوارم که تقاضای مرا بی‌جا ندانی ولی مؤکداً از تو استدعا می‌کنم که کشف خود در باب کائنات را در معرض قضاوت دیگر نخبگان جهان قرار دهی و ضمناً در اولین فرصت ممکن شرحی از نظریهٔ خود را همراه با جداول و هرچه که به آن مربوط است برای من ارسال داری…»
این نامه تشویق‌آمیز اگر چه برای کوپرنیک بسیار ارزشمند بود ولی کافی نبود تا او را به انتشار نظریهٔ انقلابی‌اش متقاعد کند، زیرا او، که مرد روحانی مؤمنی بود، هرگز میل نداشت که نقش زندیق را بازی کند. وی همچنان به تکمیل تحقیقات خود ادامه داد تا اینکه برحسب تصادف در ۱۵۳۹ که با ریاضیدانی ۲۵ ساله به‌نام گئورگ یواخیم رتیکوس آشنا شد و او را به شاگردی پذیرفت. این دو با هم نظریهٔ جدید را مطالعه کردند. پس از دو سال، رتیکوس با استفاده از اصول تئوری کوپرنیک کتاب ناراتیو پریما را دربارهٔ حرکت زمین نوشت و در ۱۵۴۲ به نام کوپرنیک بخشی از پژوهش او در مثلثات را منتشر کرد. در برابر اصرار شدید رتیکوس، بالاخره کوپرنیک پذیرفت که کتابش منتشر شود. پس نسخه‌ی کتابش را به رتیکوس داد و او آن را به نورنبرگ برد تا درباب چاپ آن با ناشران کتب مذاکره کند. انجام چاپ کتاب را برعهده‌ی یک کشیش محلی از فرقه‌ی لوتر به‌نام آندره‌آس اوسیاندر سپرده شد. ظاهراً، اوسیاندر درباره‌ی افکار اساسیی که کوپرنیک بیان کرده بود نگرانی داشت و، به‌همین جهت، بدون اجازه‌ی کوپرنیک مقدمه‌ای را که وی بر کتاب نوشته بود حذف کرد و به‌جایش مقدمه‌ای را که خود نوشته بود قرار داد. او در این مقدمه‌ی جعلی نوشته بود که هرچه در این کتاب آمده فقط و فقط فرض‌هایی است برای سهولت کار منجمان، و ناگریز نیستیم حرکت زمین را درست یا حتی محتمل بدانیم و، در یک کلام، نباید این کتاب و مندرجات آن را جدی تلقی کرد. بی‌شک، اوسیاندر برآن بود که کوپرنیک را از دشمنی نقادان و بدگویان برکنار دارد. در واقع، اوسیاندر، نادانسته و بیش از آنچه فکر می‌کرده، به بقای این اثر انقلابی کمک کرده بود. این مقدمه‌ی جعلی و خلع‌سلاح کننده‌اش، که وی زیرکانه به‌نام مؤلف برای خوانندگان کتاب نوشت، سبب شد که کلیسا متوجه اهمیت انقلابی این کتاب نشود و تا سال ۱۶۱۶ آن را در فهرست کتب ظاله نیاورد. به‌هر روی، کتاب در ۱۵۴۳ منتشر شد. نقل است که قاصدی حامل نخستین نسخه‌ی چاپ‌شده‌ی شاهکار کوپرنیک از نورنبرگ به شهر فرومبورک درآمد و کتاب را تنها چند ساعت پیش از مرگ کوپرنیک بدو تسلیم کرد. نام آن کتاب درباره گردش اجرام آسمانی بود و مانند همه‌ی کتاب‌های دیگر دانشمندان آن عصر به زبان لاتینی نوشته شده بود. کوپرنیک از روی حکمت و سیاست اثرش را به پاپ پائولوس سوم اهدا کرده بود.

## سال‌شمار زندگی
- ‎۱۴۹۱–۹۴: در دانشگاه کراکوف در لهستان در رشته‌های ریاضیات و نورشناسی به تحصیل می‌پردازد.
- ۱۴۹۶: در دانشگاه بولونیا در ایتالیا در رشته قوانین شریعت و ستاره‌شناسی مشغول تحصیل می‌شود.
- ۱۴۹۷: کشیش کلیسای فرومبورک در اتریش می‌شود. این سمت را تا پایان عمرش حفظ می‌کند.
- ‎۱۵۰۱–۱۵۰۵: در دانشگاه پادووا در ایتالیا در رشته‌های حقوق، زبان یونانی و پزشکی مشغول تحصیل می‌شود.
- ۱۵۰۶: به فرومبورک بازمی‌گردد. او بیشتر به عنوان یک پزشک و مردی روحانی شناخته می‌شود تا یک ستاره‌شناس.
- ‎۱۵۰۶–۱۲: به عنوان پزشک و منشی عمویش کار می‌کند.
- ۱۵۱۲: کار بر روی نظریه خود مبنی بر مرکزیت خورشید در منظومه شمسی را آغاز می‌کند.
- ۱۵۳۰: کارش را کامل می‌کند ولی منتشر نمی‌سازد.
- ۱۵۴۳: در تاریخ ۲۴ مه در فرومبورک از دنیا می‌رود. کمی قبل از مرگش یک نسخه چاپ شده از کتاب جدیدش را که عنوان آن گردش افلاک آسمانی بود دریافت می‌کند.
- ۱۶۱۶: چاپ و فروش کتاب وی از سوی کلیسای کاتولیک رم ممنوع می‌شود. این ممنوعیت تا سال ۱۸۳۵ادامه می‌یابد.

## نظام خورشید مرکزی کوپرنیکی

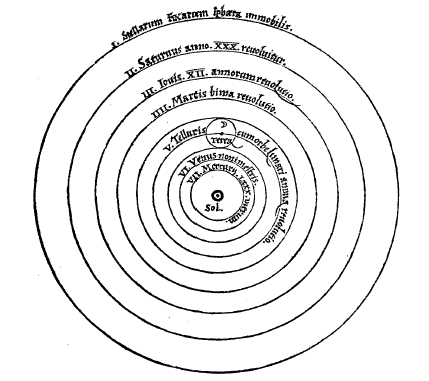
نظام خورشید مرکزی کوپرنیکی

برخلاف آنچه در منابع غربی آمده‌است، کوپرنیک اولین کسی نبود که به مدل خورشیدمرکزی اعتقاد داشت. قبل از او دانشمندان بسیاری از شرق به ناکارآمدی مدل بطلمیوسی پی برده بودند و مدل خورشید مرکزی را پیشنهاد داده بودند. آریابهاتا ریاضیدان و منجم بزرگ هندی در اوایل قرن ششم میلادی در کتاب خود که آریابهاتیا نامیده می‌شود، به تبعیت از اسلاف هندی خود، مدل خورشیدمرکزی را ارائه نمود و تأکید کرد که زمین علاوه بر چرخش به دور خورشید، به دور خود نیز می‌چرخد. همچنین مشاهده می‌کنیم که وی حتی به بیضی بودن مدار سیارات به دور خورشید نیز اشاره می‌نماید.
اگر چه کوپرنیک اولین کسی است نظریه مرکزیت خورشید را فرمول‌بندی دقیق ریاضی و هندسی نمود، ولی سابقه این نظریه به سده‌ها پیش از وی بازمی‌گردد؛ فیلولائوس فیلسوف یونانی قرن چهارم پیش از میلاد و یکی از شاگردان فیثاغورس نخستین کسی است که قائل به حرکت وضعی زمین (چرخش زمین به دور خود) شد. پس از او هراکلیدس پونتیکوس فرضیه حرکت انتقالی زمین (چرخش زمین به دور یک کانون مشخص) را مطرح کرد. آریستارخوس ساموسی فیلسوف و منجم قرن سوم پیش از میلاد با ترکیب نظریه‌های این دو، اولین نظریه خورشید مرکزی را پیشنهاد کرد. در نظر او خورشید به‌طور ثابت در مرکز عالم جای می‌گیرد و زمین و سیاره‌های دیگر در مسیری کاملاً مدور به دور آن می‌چرخند؛ ولی نظریات خورشید مرکزی قبل از کوپرنیک، بدون اینکه به محاسبات ریاضی و هندسی و طراحی مدل‌های هر سیاره منجر شود، ارائه شده بود. در نتیجه پذیرش آن اصلاً معقول و منطقی نبود.

### اشتباه متداول
امروزه بسیاری چنین گمان می‌کند که در زمان کوپرنیک مشاهدات ستاره‌شناسی با فرضیه بطلمیوس قابل توجیه نبوده‌است، یا کوپرنیک متوجه شده بوده که مدل زمین مرکزی نمی‌توانسته مشاهدات رصدی را به درستی توضیح دهد. در حالی که به هیچ وجه مدل زمین مرکزی با مدل خورشید مرکزی کوپرنیک از نظر رصدی و مشاهدات فرقی نداشته‌است. برتری اصلی مدل خورشید مرکزی سادگی و نظم و ترتیب بیشتری بود که از خود بروز می‌داد. بعدها با اختراع تلسکوپ توسط گالیله بود که تأییدات رصدی نیز برای مدل کوپرنیک پیدا شد. در نهایت با فعالیت‌های یوهانس کپلر این نظریه بسیار معقول‌تر، و از نظر فلسفه طبیعی علمی‌تر به نظر رسید. پذیرش نهایی نظریه مرکزیت خورشید ۱۰۰ سال پس از انتشار کتاب کوپرنیک، توسط نظریه گرانش و قوانین حرکت نیوتن اتفاق افتاد.
اصول کلی نظریه کوپرنیک به‌طور خلاصه از این قرارند:
۱ - مرکز مدار تمام کرات آسمانی یکی نیست.
۲ – مرکز زمین مرکز جهان هستی نیست بلکه فقط مرکز توده زمین و مدار ماه است.
۳ - تمام سیاره‌ها در مدارهایی به مرکزیت خورشید می‌چرخند.
۴ - فاصله میان زمین و خورشید در مقایسه با فاصله میان زمین و ثوابت بسیار کم است.
۵ – حرکت روزانه خورشید در آسمان، ظاهری و نتیجه چرخش زمین گرد محور خود در هر ۲۴ ساعت است.
۶ – زمین همراه با ماه همچون دیگر سیاره‌ها به دور خورشید می‌گردند. پس خورشید مرکز عالم است و علت حرکات ظاهری خورشید (حرکت روزانه در آسمان و حرکت سالانه در دائرةالبروج) چیزی جز اثر حرکات واقعی زمین نیست.
۷ – تمام ویژگی‌های حرکتی سیارات و تغییر موقعیت آنها در آسمان از طریق این نظریه قابل توجیه است.

## آگاهی ایرانیان از گردش زمین بر گرد خورشید
می‌دانیم که اثبات گردش زمین بدور خورشید که ناقض نظریه «زمین‌مرکزی» پیشینیان بوده، به یوهانس کپلر (سده هفدهم میلادی) منسوب است. اما پیش از او گالیله و کوپرنیک (هر دو در سده شانزدهم) به فرضیه خورشیدمرکزی اعتقاد داشته، اما موفق به اثبات آن نمی‌شوند. در نتیجه افتخار اثبات ریاضی این پدیده از آنِ یوهانس کپلر است. کوپرنیک در کتاب درباره گردش اجرام آسمانی صادقانه بیان می‌کند که تحت تأثیر افکار «ابن شاطر» قرار داشته‌است.
منابع موجود ایرانی نشان‌دهنده این است که هر چند ایرانیان موفق به اثبات حرکت زمین نشده بودند (و یا دستکم منابعی در این زمینه در اختیار ما نیست)؛ اما گروهی از دانشمندان ایرانی بر چنین نظریه‌ای اعتقاد داشته‌اند که در واقع خورشید ثابت بوده و زمین بر گرد آن در چرخش است. یکی از شواهد مکتوب، کتاب «اعلاق‌النفیسه» نوشته ابن‌رسته اصفهانی (قرن سوم هجری/ نهم میلادی) است که تنها یک جلد از هفت جلد آن باقی‌مانده‌است. (این کتاب با ترجمه حسین قره‌چانلو توسط انتشارات امیرکبیر، و همچنین توسط کراچوفسکی و دیگران به زبان‌های دیگر منتشر شده‌است)
ابن‌رسته، هفتصد سال پیش از کوپرنیک مجموعه‌ای از نظریه‌های دانشمندان ایرانی را گرد آورده‌است که برخی از آنان قائل بر یک یا دو حرکت وضعی و انتقالی زمین بوده‌اند.
«زمین در هر شبانه‌روز، یکبار بر دو قطب خود می‌گردد که از مشرق آغاز و ظرف بیست و چهار ساعت با گذشتن از آنسوی زمین به همان‌جا می‌رسد» (ص ۱۷). «گردشی که از ستارگان به نظر می‌رسد، در واقع حرکت زمین است، نه فلک خورشید» (ص ۳۳).
ابوریحان بیرونی نیز در کتاب «قانون مسعودی» به معرفی دانشمندی به نام عبدالجلیل سجزی (سیستانی) می‌پردازد که به نظریه گردش زمین به دور خورشید اعتقاد دارد و بر همین پایه اسطرلابی معروف به «زورقی» (شناور/ گردان) ساخته‌است. بیرونی شرح می‌دهد که «رد نظریه سجزی کار ساده‌ای نیست». (قانون مسعودی، متن عربی، بکوشش عبدالکریم الجندی، بیروت، ۲۰۰۲ میلادی، جلد دوم، فصل ششم، ص ۱۴۲.) این کتاب مهم بیرونی هیچگاه در ایران ترجمه و نشر نشده‌است.
بیرونی همچنین ششصد سال پیش از کپلر به صراحت مدار حرکت سیارگان را نه دایره کامل، بلکه «بیضوی» دانسته‌است (همان، ص ۱۴۸). هر چند بیرونی به اثبات ریاضی این ادعا نمی‌پردازد؛ اما وجود چنین باوری می‌تواند جالب توجه باشد.
اما صدها سال پیش از بیرونی، سجزی و ابن رسته، یعنی در دوره ساسانی، گروهی از سیستانیان پیرو آیین میترا (احتمالاً به دلیل سختگیری‌های موبدان ساسانی) به سرزمین‌های پیرامون رود سند (هند آنروز و پاکستان امروز) مهاجرت می‌کنند که در بین آنان ستاره‌شناسی بنام «ورازمهر» (در هندی «وراه میهر) بوده‌است. Sitaram دانشمند هندی نقل کرده‌است که این گروه را در هند با نام «شکادیپی» (منسوب به سکا/ سیستان) می‌شناخته‌اند و کتاب نجومی معروف «سیدهانتا» که عموماً اثر هندیان شناخته می‌شود در اصل نوشته ورازمهر سیستانی بوده‌است. ورازمهر در این کتاب شواهد و دلایلی عرضه می‌دارد که به‌موجب آن‌ها نتیجه می‌گیرد «زمین متحرک و آسمان ثابت است». نظریه ورازمهر در همان هنگام مورد نقد و بررسی‌های علمی واقع شده و نمونه‌ای از آن مباحثات او و «براهماگوپتا» است. (برای آگاهی بیشتر نگاه کنید به les Penseurs de Islam نوشته Baron carra de vaux؛ تاریخ علم در ایران، مهدی فرشاد، انتشارات امیرکبیر، جلد اول، ۱۳۶۵؛ سهم ارزشمند ایران در فرهنگ جهان، عبدالحمید نیر نوری، انجمن آثار و مفاخر فرهنگی، جلد دوم، ۱۳۷۷؛ و مقاله Iranian Influence on Indian Culture نوشته K. N. Sitaram در نشریه انستیتو کاما (Cama Institute Journal)).
در پایان به این نکته نیز باید اشاره کرد که کتاب اعلاق‌النفیسه ابن‌رسته اصفهانی از بسیاری جهات دیگر نیز ارزشمند است. او نقل می‌کند که نخستین کسی که «عربی» نوشت؛ آن خط را از مردمان شهر «انبار» که در «دل ایرانشهر» واقع بود؛ فرا گرفته بود. او محدوده خلیج فارس را نه تنها خلیج فعلی، بلکه همراه با دریای عمان می‌داند: «اول خلیج فارس در مصب دجله و آخر آن، مکران است در اول هند». او همچنین روایت‌هایی به نقل از دانشمندان زمان خود در اندازه جرم، قطر و فاصله خورشید، ماه و سیارگان از زمین را می‌آورد که برخی از آن‌ها با دانش امروزی برابری می‌کند.

## موقعیت‌یابی سیارات

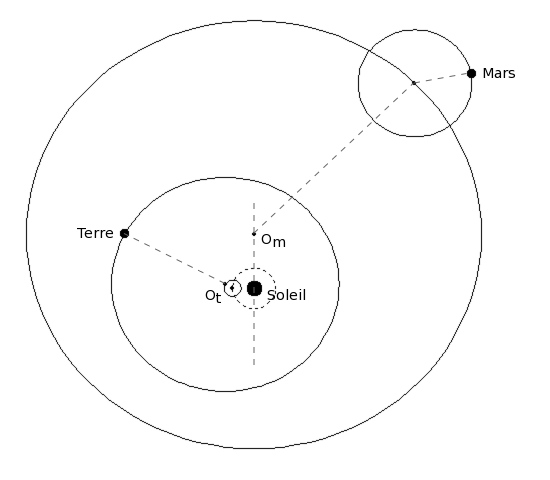

ترتیب جدیدی که کوپرنیک برای موقعیت سیارات بر پایه افزایش فاصله آن‌ها تا خورشید در نظر گرفت – یعنی ترتیب: عطارد، زهره، زمین، ماه، مریخ، مشتری و زحل جای ترتیب قبلی در نظریه زمین مرکزی را گرفت. بنابر اصل پیشنهادی کوپرنیک چنانچه مدار گردش زمین به دور خورشید از مدارات مشتری و زحل تنگتر باشد زمین متناوباً از آن‌ها پیش افتاده، سبب می‌شود آن دو در آسمان شب در حال چرخش در جهت معکوس به نظر آیند. دیگر اینکه پدیده تقدیم اعتدالین را اینک می‌شد با فرض تکان خوردن زمین (لرزش خفیف شبیه لرزش ژله) حین چرخش به دور محور خود توضیح داد.
اعتدالین به هنگام عبور خورشید از صفحه مدار بر استوای زمین رخ می‌دهند و برابری طول شب و روز در سراسر کره زمین را سبب می‌شوند اعتدال بهاری حوالی اول فروردین ماه و اعتدال پاییزی در حوالی آخر شهریور رخ می‌دهد، مشکل در آن زمان این بود که اعتدالین هر سال اندکی زودتر رخ می‌دادند. پیدایش فصول سال نیز اگر زمین در سال یکبار به دور خورشید می‌چرخید و محور آن با راستای قرار گرفتن خورشید زاویه می‌ساخت، بهتر قابل توضیح بود.
البته تمام این پدیده‌ها قبل از کوپرنیک به خوبی توسط بطلمیوس و منجمین دورهٔ اسلامی شناخته شده و به دقت رصد شده بود؛ ولی کوپرنیک نشان داد علت این پدیده‌ها افلاک تدویر بطلمیوسی نیست، بلکه چرخش زمین به دور خورشید است که این پدیده‌ها را به وجود می‌آورد.
یکی از ادعاهای رایج در متون نجومی این است که کوپرنیک هرگز موفق به مشاهده‌ی سیاره عطارد نشد؛ سیاره‌ای که در زمان بیشترین کشیدگی زاویه‌ای، به‌راحتی با چشم غیرمسلح از اکثر نقاط آمریکا قابل مشاهده است، ولی مشاهده‌ی آن در اروپای شمالی چندان آسان نیست.

## آثار بجا مانده از کوپرنیک

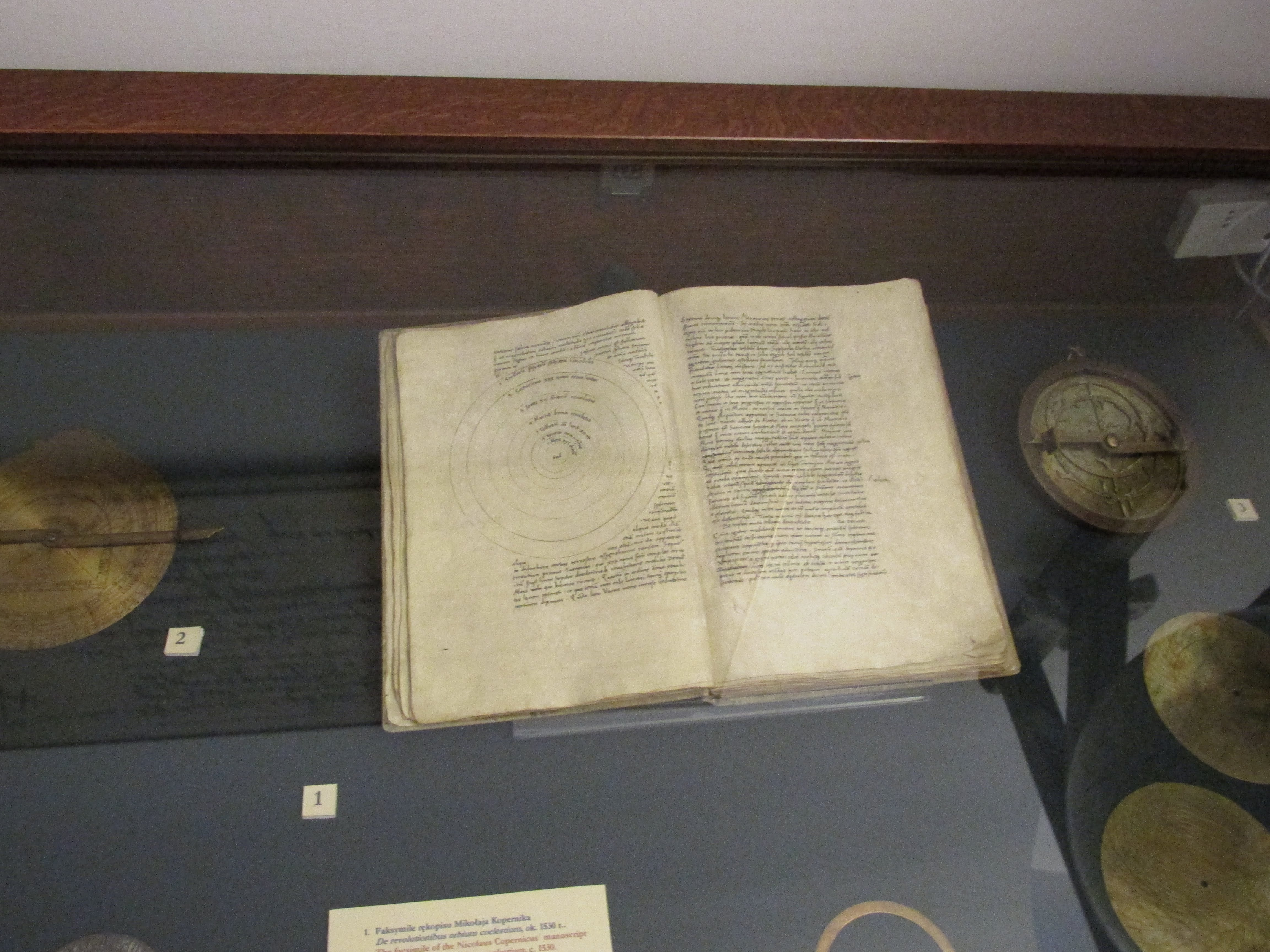
کتاب گردش اجرام آسمانی که در موزه دانشگاه یاگیلونیا در شهر کراکوف لهستان نگهداری می‌شود.

کوپرنیک تقریباً چهل سال برای تکمیل پژوهش‌های اخترشناسی خود وقت صرف کرد و تا اواخر عمر خود از چاپ کامل نظرات خارق‌العاده خویش خودداری کرد و تنها در سال ۱۵۴۳ بود که در کتاب درباره گردش اجرام آسمانی او انتشار یافت. افکار موجود در کتاب کوپرنیک بنیادی‌تر از آن بود که بتوان آن‌ها را جدی گرفت، یک نسخه چاپ شده از آثارش درست قبل از مرگ در بستر بیماری به‌دست او رسید. چون او در این آزمایش بیش از ۷۰ سال سن داشت و مفلوج و تقریباً نابینا بود، بعید به نظر می‌رسید که موفق به دیدن این اثر بزرگ چاپی شده باشد، اثری که او برای خلق و ایجاد آن تمام عمرش را صرف کرده بود. چند روز پس از انتشار کتابش بدون آنکه بداند چه خدمت ارزنده‌ای به جهان بشریت کرده، دار فانی را وداع گفت. سرانجام پس از گذشت ۱۵۰ سال از مرگش دانشمندان اندیشه‌های او را پذیرفتند. امروزه بیش از چهار سده پس از مرگش، یکی از بزرگ‌ترین‌ها در قلمرو دانش به‌شمار می‌رود.

## کوپرنیک؛ میراث دار نجوم ایرانی
امروزه پس از کشف نظریات غیر بطلمیوسیِ مکتب مراغه در دهه ۱۹۵۰ توسط کندی، تحقیقات بسیاری در زمینه ارتباط مدل کوپرنیک با مدل‌های غیر بطلمیوسی در مکتب مراغه انجام گرفته‌است. از آنجایی که بعضی از راهکارهای هندسی کوپرنیک برگرفته از کتب منجمین اسلامی است، این ارتباط با قوت بیشتری مطرح می‌گردد: قضیه هندسی جفت طوسی، روش فلک تدویر ابن شاطر برای حذف معدل المسیر از جمله مباحثی است که از نجوم دوره اسلامی عیناً در کارهای کوپرنیک منعکس شده‌است.

البته این موضوع به هیچ عنوان بدین معنا نیست که منجمین مکتب مراغه به خورشید مرکزی معتقد بودند یا حتی از آن استقبال می‌کردند. در تمامی آثار نجومی منجمین مراغه از جمله خواجه نصیرالدین طوسی و قطب‌الدین شیرازی فصلی در رد حرکت زمین و اثبات مرکزیت آن وجود دارد. آنچه کوپرنیک را به مکتب مراغه پیوند می‌زند انگیزه‌ای است که برای حذف حرکت نایکنواخت (که توسط نقطه معدل المسیر ایجاد می‌شد) در آثار کوپرنیک مشاهده می‌شود و همچنین راه حلهایی که ایشان برای این مشکل پیدا کردند.

## پس از کوپرنیک
واکنش کلیسا در برابر آراء کوپرنیک خشمگینانه بود. نقل است مارتین لوتر – پایه‌گذار مذهب پروتستان- به محض آگاه شدن از نظریه با آن به مخالفت برخاسته، گفته بود: «فقط احمق‌ها نجوم را وارونه می‌کنند. طبق نص کتاب مقدس، این خورشید بود نه زمین که یوشع فرمان داد بایستد.» به باور لوتر و همفکرانش، نظریه کوپرنیک نه فقط مخالف عبارات کتاب مقدس بود، بلکه جایگاه رفیع آدمی را – که به عنوان برترین آفریدگان باید در مرکز جهان هستی قرار داشته باشد- از او می‌گرفت.
برخلاف انتظار در کشورهای پیرو کلیسای کاتولیک رم تا مدت‌ها هیچ‌کس به نظریه کوپرنیک اعتراض نکرد. بی تردید اهدای کتاب به پاپ پائولوس سوم و پشتیبانی کاردینال پرنفوذی چون یوهان ویدمانشتات از آن در ساکت کردن هر ندای اعتراضی نقش داشت. با این وجود در اواخر قرن شانزدهم اوضاع به تدریج رو به تغییر گذاشت؛ راهبی انقلابی به نام جوردانو برونو که می‌خواست مسیحیت را با مذهب خورشیدپرستی مصریان باستان درآمیزد، نظریه کوپرنیک را جالب توجه یافت و تصمیم به حمایت از آن گرفت. با محکوم شدن برونو در دادگاه مذهبی، هر چه که او در نوشته‌هایش مطرح کرده بود نیز مشکوک و ضد دین تلقی شد و این آغاز مخالفت گسترده کاتولیک‌ها با نظریه کوپرنیک بود که تا زمان اثبات کامل آن در قرن هفدهم ادامه یافت.